# Юнус Акгюн
Юнус Акгюн (тур. Yunus Akgün, нар. 7 липня 2000, Кючюкчекмедже, Туреччина) — турецький футболіст, вінгер клубу «Галатасарай» та національної збірної Туреччини.

## Ігрова кар'єра

### Клубна
Юнус Акгюн є вихованцем футбольної академії стамбульського клуба «Галатасарай», до якої потрапив у 2011 році. Дебют в основі відбувся 5 серпня 2018 року у матчі за Суперкубок Туреччини. Але надалі для набуття ігрової практики Акгюн змушений був відправитися в оренду. Він двічі виступав за клуб «Адана Демірспор». Перед початком сезону 2022/23 Акгюн повернувся до «Галатасарая», де зайняв своє місце в основі.

### Збірна
У 2017 році у складі юнацької збірної Туреччини (U-17) Юнус Акгюн брав участь у юнацькій першості Європи у Хорватії та в юнацькому чемпіонаті світу, що проходив в Індії.
У червні 2022 року у матчі Ліги націй проти команди Фарерських островів Юнус Акгюн дебютував у складі національної збірної Туреччини.

## Статистика виступів

### Статистика виступів за збірну
Станом на 22 червня 2024 року
| Дата       | Місто    | Господарі         | Результат | Гості             | Турнір                               | Голи | Примітки  |
| ---------- | -------- | ----------------- | --------- | ----------------- | ------------------------------------ | ---- | --------- |
| 4-6-2022   | Стамбул  | Туреччина         | 4 – 0     | Фарерські острови | Ліга націй УЄФА 2022-2023 - 1-й етап | -    | 80'       |
| 7-6-2022   | Вільнюс  | Литва             | 0 – 6     | Туреччина         | Ліга націй УЄФА 2022-2023 - 1-й етап | 1    | 46'       |
| 14-6-2022  | Стамбул  | Туреччина         | 2 – 0     | Литва             | Ліга націй УЄФА 2022-2023 - 1-й етап | -    | 62'       |
| 22-9-2022  | Стамбул  | Туреччина         | 3 – 3     | Люксембург        | Ліга націй УЄФА 2022-2023 - 1-й етап | -    | 78'       |
| 25-9-2022  | Торсгавн | Фарерські острови | 2 – 1     | Туреччина         | Ліга націй УЄФА 2022-2023 - 1-й етап | -    | 60'       |
| 12-10-2023 | Осієк    | Хорватія          | 0 – 1     | Туреччина         | Відбір до ЧЄ 2024                    | -    | 65' 90+3' |
| 15-10-2023 | Адана    | Туреччина         | 4 – 0     | Латвія            | Відбір до ЧЄ 2024                    | 1    | 76'       |
| 22-3-2024  | Будапешт | Угорщина          | 1 – 0     | Туреччина         | товариський матч                     | -    | 76'       |
| 26-3-2024  | Відень   | Австрія           | 6 – 1     | Туреччина         | товариський матч                     | -    | 61'       |
| 22-6-2024  | Дортмунд | Туреччина         | 0 – 3     | Португалія        | ЧЄ 2024 - груповий етап              | -    | 70'       |
| Усього     |          | Матчів            | 10        |                   | Голів                                | 2    |           |

## Титули
Галатасарай
 Чемпіон Туреччини: 2018/19, 2022/23, 2024/25
 Переможець Кубка Туреччини: 2018/19, 2024/25
 Переможець Суперкубка Туреччини: 2019